# Lee Mack
Lee Mack, geboren als Lee Gordon McKillop (Southport, 4 augustus 1968), is een Brits komiek. Hij is bekend als tv-acteur, stand-upkomiek en panellid van Would I Lie to You?.

## Biografie
Lee Mack werd geboren in Southport op 4 augustus 1968. Op zijn twaalfde, na de echtscheiding van zijn ouders, verhuisde hij naar Blackburn. In 1994 studeerde hij aan de Brunel-universiteit. In die periode gaf hij zijn eerste optredens als komiek. In 1995 won hij So You Think You're Funny, een wedstrijd voor stand-upcomedy op de Edinburgh Fringe. Sindsdien is hij actief op radio en televisie en als stand-upkomiek.
Met zijn vrouw Tara Savage ging hij in Hammersmith wonen. Ze kregen drie kinderen: Arlo (2004), Louie (2006) en Millie (2011).

## Carrière

### Radio
- Lee Mack speelde de bewaker Graham in de radioserie The Mighty Boosh.
- Op BBC Radio 2 kreeg hij zijn eigen programma The Lee Mack Show.
- Hij is soms panellid in programma's als The Unbelievable Truth.

### Televisie
- The Sketch Show (2001-2004) op ITV betekende zijn doorbraak als tv-komiek. Daarin werkte hij voor het eerst samen met Tim Vine.
- In 2006 presenteerde hij het laatste seizoen van het komische panelprogramma They Think It's All Over.
- In 2006 bedacht hij de sitcom Not Going Out voor BBC One, waarin hij zelf de hoofdrol Lee speelde naast acteurs als Tim Vine, Sally Bretton en Miranda Hart.
- Hij en David Mitchell zijn de twee aanvoerders in het komische spelprogramma Would I Lie to You?.
- In 2011 kreeg hij een eigen show met publieksparticipatie op BBC One: Lee Mack's All Star Cast.
- Hij is soms panellid in programma's als QI en Have I Got News for You.[4]

### Stand-upcomedy
- Van Lee Mack als stand-upkomiek verschenen twee dvd's: Live (2007) en Going Out Live (2010).[5]

- International Standard Name Identifier: 0000 0003 8395 7619
- Library of Congress Control Number: no2012132912
- MusicBrainz: a2d5bbc2-ff1c-45dc-9dd5-ce5029335363
- Système universitaire de documentation: 197904963
- Virtual International Authority File: 272831177
- WorldCat: E39PBJwmWjDrpWVXFQ49HdCPcP